# Abdellah Béhar
Abdellah Béhar (né le 7 juillet 1963 à Souk El Arbaa au Maroc) est un athlète français, spécialiste des courses de fond et du cross-country. 
Il se distingue lors des Championnats d'Europe de cross-country en remportant, au titre du classement par équipes, la médaille d'argent en 1998 et 2003, et la médaille de bronze en 1995.
Sur le plan national, il remporte le titre de champion de France du 5 000 m en 1997, du 10 000 m en 2002, du semi-marathon en 1999, et du cross-country en 1993, 1997 et 2000.
En 1993, il établit un nouveau record de France du semi-marathon en 1 h 2 min 3 s.